# 特雷斯阿罗尤斯
特雷斯阿罗尤斯是巴西南大河州的一个市镇。总面积148.667平方公里，总人口3015人，人口密度20.3人/平方公里。